# Les Filles de noce
Les Filles de noce est un livre de l'historien Alain Corbin, paru en 1978 et portant sur la prostitution en France au XIXe siècle.
Il y étudie notamment la réglementation de la prostitution, l'histoire des maisons closes et la montée du discours abolitionniste. C'est la première étude historique sur ce sujet, qui n'était pas jusqu'alors considéré comme un objet d'histoire. Livre fondateur, il ouvre un nouveau champ d'études.

## Un livre pionnier

### Une première
Ouvrage pionnier, ce livre est, selon Anne-Marie Sohn, « la première étude historique de la prostitution », sujet dont l'auteur affirme l'historicité. Il propose une étude de la prostitution au XIXe siècle en l'insérant dans une réflexion plus globale, qui s'intéresse aux « rapports entre hommes et femmes, à l'ensemble de la sexualité et à la transformation rapide des formes urbaines », comme le relève Arlette Farge.
Pour réaliser cette étude, Alain Corbin mobilise des sources variées, « juridiques, administratives, littéraires, médicales ou iconographiques ».
Alain Corbin commence par présenter la réglementation de la prostitution dans les maisons closes, étudiant notamment le discours hygiéniste d'Alexandre Parent du Châtelet. Il décrit ensuite précisément, statistiques et cartes à l'appui, le milieu de la prostitution dans les maisons closes, puis s'intéresse au déclin de ces dernières dans la seconde moitié du XIXe siècle. Il évoque également les lieux de la répression de la prostitution, l'hôpital et la prison. Enfin, l'auteur montre l'essor du discours abolitionniste, surtout celui porté par Yves Guyot, et l'organisation d'un néo-réglementarisme. Une dernière partie survole rapidement le XXe siècle, jusqu'à la grève des prostituées de 1975.
Pour Arlette Farge, « Le livre d'Alain Corbin est important, même si l'on peut regretter de ne pas entendre vraiment les femmes elles-mêmes. Les sources, bien sûr, ne les privilégient jamais. ». Anne-Marie Sohn considère que « l'auteur jette les bases d'une histoire de la sexualité, du plaisir et du désir, enfin affranchie du psychologue, du démographe ou du médecin. ».

### Un livre fondateur
Après sa thèse sur Archaïsme et modernité en Limousin au XIXe siècle, Alain Corbin nourrit des doutes sur la supposée continence sexuelle des migrants limousins vers les villes, ce qui l'amène à étudier la prostitution. C'est donc par le biais de l'étude de la « misère sexuelle » des hommes qu'il en vient à l'histoire de la prostitution.
À sa parution, le sujet du livre a parfois été mal perçu. Alain Corbin lui-même constate plus tard que la prostitution « était alors considérée comme indigne de constituer un objet d'histoire ». Elle était dédaignée par les historiens. Comme le dit Michelle Perrot, « À la Sorbonne, cela paraissait pour le moins bizarre de travailler sur la prostitution ». Toutefois, Alain Corbin témoigne que « le projet du livre n’avait pas été mal reçu par Maurice Agulhon et Antoine Prost l’avait trouvé intéressant dans la mesure où il contribuait à l’histoire du social ». Les Filles de noce paraissent à une époque où se développent les revendications des prostituées, ce qui met en avant ce sujet. C'est aussi le moment historiographique où paraissent les premières études sur la sexualité.
Dans un essai historiographique, Françoise Blum souligne l'importance de ce livre : « La parution en 1978 du livre d’Alain Corbin, Les Filles de noce, peut être considéré comme l’évènement fondateur d’un champ historiographique original : les études académiques consacrées à la prostitution ». Ce nouveau champ historiographique s'est ensuite constitué et a acquis son autonomie,.
Michelle Perrot relève que Les Filles de noce est plus une histoire des hommes et de leurs fantasmes, qu'une histoire des femmes, qui sont dans ce livre plutôt des objets. Toutefois, elle considère aussi que, par son sujet même, Alain Corbin a été à travers ce livre un promoteur de l'histoire des femmes.

## Éditions
- Alain Corbin, Les Filles de noce : Misère sexuelle et prostitution aux 19e et 20e siècles, Paris, Aubier Montaigne, coll. « Historique », 1978, 571 p..
- Alain Corbin, Les Filles de noce : Misère sexuelle et prostitution (19e siècle), Paris, Flammarion, coll. « Champs » (no 118), 1982, 2e éd., 494 p. (ISBN 9782080801180, lire en ligne ).

#### Recensions
- Arlette Farge, « A. Corbin, Les Filles de Noce : misère sexuelle et prostitution aux XIXe et XXe siècles », Annales de démographie historique, vol. 1979, no 1,‎ 1979, p. 467–469 (lire en ligne, consulté le 8 mars 2025).
- Jacques Houdaille, « Corbin Alain — Les filles de noce. Misère sexuelle et prostitution (XIXe et XXe siècles) », Population, vol. 34, no 6,‎ 1979, p. 1176–1176 (lire en ligne, consulté le 8 mars 2025).
- Anne-Marie Sohn, « Alain Corbin, Les filles de noces. Misère sexuelle et prostitution au XIXe et XXe siècles », Revue d'histoire moderne et contemporaine, vol. 28, no 2,‎ 1981, p. 384–386 (lire en ligne, consulté le 8 mars 2025).
- Emmanuel Todd, « Les " filles de noce " en leur lieu clos », Le Monde,‎ 24 novembre 1978 (lire en ligne, consulté le 3 mai 2025).
- James F. Traer, « Les filles de noce: Misère sexuelle et prostitution (19e et 20e siècles) », The American Historical Review, vol. 85, no 5,‎ 1980, p. 1206–1207 (ISSN 0002-8762, DOI 10.2307/1853305, lire en ligne, consulté le 8 mars 2025).
- Jean Vidalenc, « Les filles de noce. Misère sexuelle et prostitution aux XIXe et XXe siècles », Revue historique, vol. 262, no 1 (531),‎ 1979, p. 210–216 (ISSN 0035-3264, lire en ligne, consulté le 8 mars 2025).

#### Témoignages
- Alain Corbin et Gilles Heuré, Historien du sensible : Entretiens avec Gilles Heuré, Paris, La Découverte, coll. « Cahiers libres », 2000, 201 p. (ISBN 978-2-7071-3098-3).
- Alain Corbin et Michelle Perrot, « Des femmes, des hommes et des genres », Vingtième Siècle. Revue d'histoire, vol. 75, no 3,‎ 2002, p. 167–176 (ISSN 0294-1759, DOI 10.3917/ving.075.0167, lire en ligne, consulté le 8 mars 2025).

#### Historiographie
- Françoise Blum, « Prostitution(s). Construction et déconstruction d'un objet historiographique : Essai bibliographique », Actes de la recherche en sciences sociales, vol. 198, no 3,‎ 2013, p. 105–108 (ISSN 0335-5322, DOI 10.3917/arss.198.0105, lire en ligne, consulté le 8 mars 2025).
- Michelle Perrot, « Alain Corbin et l'histoire des femmes », French Politics, Culture & Society, vol. 22, no 2,‎ 2004, p. 44–55 (ISSN 1537-6370, lire en ligne, consulté le 8 mars 2025).